# Ihor Kolykhaïev
Igor Viktorovytch Kolykhaïev (ukrainien : Ігор Вікторович Колихаєв), né le 8 mai 1971 à Kherson en Ukraine, est un homme politique et entrepreneur ukrainien. Élu maire de Kherson en 2020, il est chassé du pouvoir puis arrêté par les forces d'occupation lors de l'invasion russe de 2022.

## Biographie
Igor Kolykhaïev naît le 8 mai 1971 à Kherson. Après avoir obtenu son diplôme, il entre à l'Institut naval de radioélectronique AS Popova à Saint-Pétersbourg. Après avoir obtenu une formation supérieure, il retourne dans sa ville natale et commence à travailler en tant qu'entrepreneur en 1995.
Il est élu maire de Kherson lors des élections locales ukrainiennes de 2020. Le 2 mars 2022, au début de l'invasion de l'Ukraine par la Russie, Kherson est prise par l'armée russe. Igor Kolykhaïev déclare son opposition à l'occupation russe Le 27 avril 2022, les forces russes l'écartent du pouvoir, nommant à sa place Aleksandr Kobets. Le 28 juin, il est arrêté par les autorités d'occupation.